# Shinjuku Boys
Pour plus de détails, voir Fiche technique et Distribution.
Shinjuku Boys est un film britannique réalisé par Kim Longinotto et Jano Williams, sorti en 1995. Il explore la vie de trois hommes trans qui travaillent au New Marilyn Club à Tokyo, au Japon.

## Fiche technique
- Titre : Shinjuku Boys
- Réalisation : Kim Longinotto, Jano Williams
- Musique : Nigel Hawks
- Photographie : Kim Longinotto
- Montage : John Mister
- Production : Kim Longinotto
- Société de production : 20th Century Vixen et Vixen Films
- Pays :  Royaume-Uni
- Genre : Documentaire
- Dates de sortie : 
  -  Pays-Bas : 7 décembre 1995 (festival international du film documentaire d'Amsterdam)

## Réception
En 1995, Shinjuku Boys a remporté le Outstanding Documentary, au festival du film gay et lesbien de San Francisco, un Silver Hugo Prize au festival international du film de Chicago et la palme d'Or au festival du film de Houston. Le film a reçu des critiques positives à la suite de sa version 2010 par Second Run DVD. Dans une revue à DVDTalk, Chris Neilson a fait l'éloge des réalisateurs des films, en disant : « Through low-key cinéma vérité filmmaking, Longinotto and Williams provide insight into the professional and personal lives of the trio of onnabe [sic] ». Sarah Cronin de Electric Sheep Magazine note également que « Despite the fact that it's a cruder, more dated film, it's the strength of the interviews in Shinjuku Boys that makes it an even more arresting documentary ».